# Jardim do Campo da Barca
O Jardim do Campo da Barca é um pequeno parque urbano português, localizado na cidade do Funchal, Madeira. O jardim, com uma área de 3 000 m², encontra-se dividido em dois setores pela Estrada Conde Carvalhal: o setor norte (c. 1000 m²), constituído pelo Largo Conde Canavial; e o setor sul, designado por Praça de Tenerife (c. 2000 m²).
A nível arbóreo, podem ser contempladas espécies como as coralinas (Erythrina abyssinica e americana), os jacarandás (Jacaranda mimosifolia), as sumaúmas (Chorisia speciosa), as plantas dos dentes (Plumeria alba e Plumeria rubra var. acutifolia) e um notável exemplar de dragoeiro (Dracaena draco ssp. draco), a árvore mais emblemática deste jardim.

## História
A sua origem remonta a 1818, com o ajardinamento da parte do que constitui hoje o setor sul do jardim. Em 1897, o jardim passa para a administração municipal. Em 1903, no âmbito da construção do Centro Dr. Agostinho Cardoso, acrescentou-se o atual setor norte.
Em 2010, o jardim foi afetado pelo forte temporal que se abateu sobre a ilha da Madeira a 20 de fevereiro, causando a destruição de parte do pavimento, dos bancos e das mesas ali existentes, sobretudo no setor sul. Em sequência do ocorrido, realizaram-se limpezas na parte norte e obras de recuperação e melhoria na parte sul, no valor de 200 061,58 € (comparticipada pela Lei de Meios com financiamento através do FEDER no montante de 85% do investimento), tendo esta sido reaberta ao público a 27 de abril de 2012.